# Heather Igloliorte
Heather Igloliorte (née à Happy Valley-Goose Bay en 1979) est une chercheuse et curatrice indépendante inuk. Elle est professeure adjointe au département d'histoire de l'art de l'Université Concordia à Montréal, Québec. Elle est également titulaire de la Chaire de recherche Indigenous Art History and Community Engagement.

## Biographie
Heather Igloliorte est née à Happy Valley-Goose Bay en 1979 dans le Nunatsiavut ; son père, James Igloliorte, est juge au tribunal provincial de Terre-Neuve-et-Labrador, le premier Inuk à occuper ce poste ; sa mère est originaire de Terre-Neuve. Après l'obtention de son diplôme de bachelier en arts au Nova Scotia College of Art and Design, elle décroche un master en histoire de l'art puis un doctorat à l'Université Carleton.

## Activités de recherche et projets de commissariat
Ses recherches portent sur les cultures visuelle et matérielle inuites et autochtones d'Amérique du Nord, les théories curatoriales et les méthodologies de la décolonisation. Les enjeux liés à la colonisation, à la souveraineté, à la résistance et à la résilience des peuples inuites et autochtones traversent ses écrits sur l'art.

## Récompenses
Heather Igloliorte a obtenu le CAA Art Journal Award, décerné par le College Art Association (en), pour son article intitulé « Curating Inuit Qaujimajatuqangit: Inuit Knowledge in the Qallunaat Art Museum » publié en 2017.
Elle est membre du jury de nomination pour le Scotiabank Photography Award en 2017.

## Publications

### Catalogues d'exposition
- SakKijâjuk: Art et artisanat du Nunatsiavut, avec la contribution de Jenna Joyce Broomfield, Aimee Chaulk, Christine Lalonde and Barry Pottle. Heather Igloliorte (Ed.), St. John’s, The Rooms Provincial Art Gallery, 2017.
- Art inuit. La collection Brousseau, Québec, Musée national des beaux-arts du Québec, 2016.
- Decolonize Me / Decolonisez-moi. With contributions by Steven Loft and Brenda Croft. Ottawa: Ottawa Art Gallery, 2012.

### Articles
- « Introduction : The Future Possibilities of Indigenous Digital and New Media Art » avec Julie Nagamand Carla Taunton, dans : IndigenousArt : NewMedia and the Digital Special Issue, PUBLIC 54, Winter 2016: 5-13.
- « Tillutarniit (Interview with Isabella Weetaluktuk and Stephen Agluvak Puskas) » IndigenousArt : New Media and the Digital Special Issue, PUBLIC 54, Winter 2016: 104-109.
- « Curating Inuit Qaujimajatuqangit: Inuit Knowledge in the Qallunaat Art Museum », Art Journal, College Art Association, 2017.
- Heather Igloliorte, Alice Ming Wai Jim, Erin Morton, Charmaine A. Nelson, Cheli Nighttraveller, AJ Ripley, Carla Taunton, & Tamara Vukovwith Susan Cahill & Kristy Holmes, « Killjoys, Academic Citizenship, and the Politics of Getting Along », TOPIA : Canadian Journal of Cultural Studies, vol. 38, 2017.
- Caquard, Sébastien, Stephanie Pyne, Heather Igloliorte, Krystina Mierins, Amos Hayes, & D.R. Fraser Taylor, « A 'Living' Atlas for Geospatial Storytelling : The Cyber cartographic Atlas ofIndigenous Perspectives and Knowledge of the Great Lakes Region » Cartographica, Vol. 44, No. 2, 2009, p. 83-100.

### Notice biographique
- « Annie Pootoogook: 1969 – 2016 », sur Canadian Art, 27 septembre 2016 (consulté le 17 mars 2018).